# LimeChat
LimeChat è un client IRC sviluppato in Ruby.
Sviluppato da Satoshi Nakagawa, è disponibile su licenza freeware/donationware.
Il client, molto snello, supporta tutte le principali funzionalità per IRC:  server multipli, con elenchi di canali predefinibili per ciascun server;  trasferimento diretto di file da computer a computer (DCC); personalizzazione di eventi e avvisi; personalizzazione dell'interfaccia utente tramite temi predefiniti; avviso in caso di rilevamento di parole chiave configurabili a piacere o del nickname dell'utente (stalk words).
Esistono tre versioni principali dell'applicativo:
- la versione per piattaforma Windows (Windows 2000, Windows XP e Windows Vista), sviluppata in Ruby
- la versione per piattaforma macOS sviluppata in RubyCocoa su WebKit e ottimizzata per l'utilizzo sui computer Apple dotati di sistema operativo Mac OS X Tiger o superiore
- la versione per piattaforma iPhone OS, sviluppata in RubyCocoa su WebKit e ottimizzata per l'utilizzo sull'iPhone.

È disponibile anche una versione 2.18, non più manutenuta, per le piattaforme Windows più vecchie (Windows 95, Windows 98, Windows Me e Windows NT 4.0).
Lo sviluppatore mette a disposizione anche il codice sorgente.
Il client al momento non supporta plugin di terze parti.